# Namibe flygplats
Namibe flygplats är en flygplats i Angola.   Den ligger i provinsen Namibe, i den västra delen av landet, 700 km söder om huvudstaden Luanda. Namibe flygplats ligger 71 meter över havet.
Terrängen runt Namibe flygplats är lite kuperad. Närmaste större samhälle är Namibe, 7,2 km norr om Namibe flygplats.
Trakten runt Namibe flygplats är ofruktbar med lite eller ingen växtlighet. Runt Namibe flygplats är det mycket glesbefolkat, med 2 invånare per kvadratkilometer.